# Tablas de la Ley
Según la Biblia hebrea, las «Tablas de la Ley» (también «Tabletas de Piedra», «Tablas de Piedra» o «Tablas del Testimonio»; Hebreo bíblico: לוּחֹת הַבְּרִית «lūḥōt habbǝrīt» «tablas del pacto», לֻחֹת הָאֶבֶן «luḥōt hāʾeḇen» o לֻחֹת אֶבֶן «luḥōt ʾeḇen» o לֻחֹת אֲבָנִים «luḥōt ʾăbānīm» «tablas de piedra», y לֻחֹת הָעֵדֻת «luḥōt hāʿēdut» «tablas del testimonio»; árabe: أَلْوَاحُ مُوسَى «āl-wāḥ Mūsā» «las tablas de Moisés») fueron las dos tablas de piedra inscritas con los Diez Mandamientos cuando Moisés ascendió al monte Sinaí, como está escrito en el Libro del Éxodo.
Según la narración bíblica, Moisés rompió el primer conjunto de tablas, inscritas por el dedo de Dios, (Éxodo 31:18) cuando se enfureció al ver a los hijos de Israel adorando a un becerro de oro (Éxodo 32:19), y la segunda fue cincelada más tarde por Moisés y reescrita por Dios (Éxodo 34:1).
Según las enseñanzas tradicionales del judaísmo en el Talmud, las piedras estaban hechas de zafiro azul como recordatorio simbólico del cielo, los cielos y, en última instancia, del trono de Dios. Sin embargo, muchos eruditos de la Torá han opinado que el sapir bíblico era, de hecho, lapislázuli el cual es de una mayor verosimilitud ya que el corindón azul en cantidades suficientes para la elaboración de las tabletas sería extremadamente raro (véase Éxodo 24:10: lapislázuli es una posible traducción alternativa de «zafiro», el pavimento de piedra bajo los pies de Dios cuando se revela la intención de elaborar las tablas del pacto Éxodo 24:12) Según Éxodo 25:10–22, las tablas se guardaban en el Arca de la Alianza.
Existe un debate académico en curso sobre la posibilidad de que el Arca de la Alianza contuviera originalmente una imagen de culto de Yahvé, posiblemente con Asera.

## Apariencia de las tablas

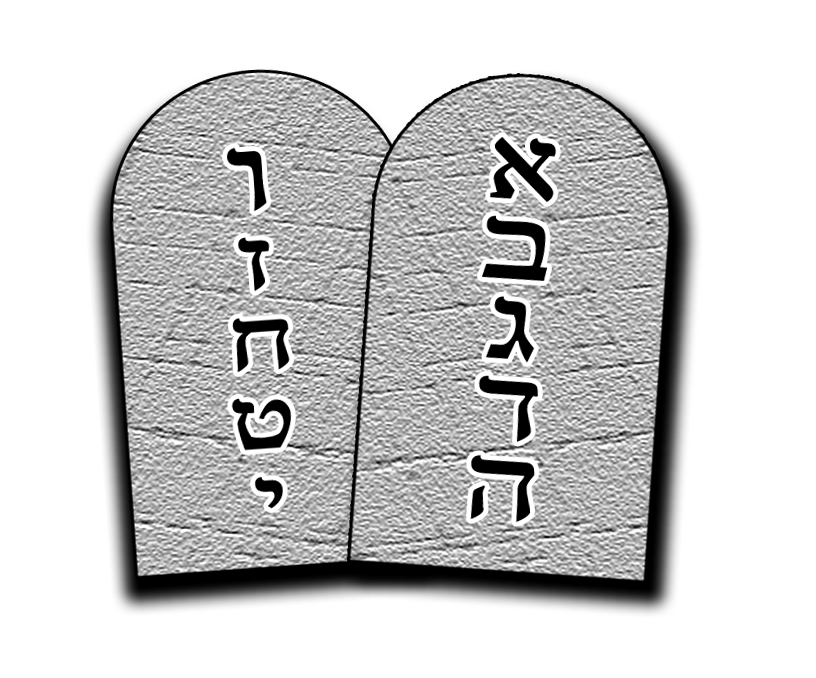
Una imagen popular de las tablas como rectángulos redondeados tiene poca relación con las tradiciones religiosas sobre su apariencia. En este caso, los Diez Mandamientos están representados por las diez primeras letras del alfabeto hebreo, que en el uso hebreo pueden utilizarse indistintamente con los números del 1 al 10.

En los últimos siglos, las tablas se han descrito y representado popularmente como rectángulos de vértice redondeado, pero esto tiene poca base en la tradición religiosa. Según la tradición rabínica, eran rectángulos, con esquinas afiladas, y de hecho así se representan en las pinturas del siglo III de la Sinagoga de Dura Europos y en el arte cristiano a lo largo del primer milenio de nuestra era, excepto en una tradición variante en la que se muestra un rollo, solo conocida a partir de ejemplos cristianos. basándose en las tradiciones judías de la iconografía.

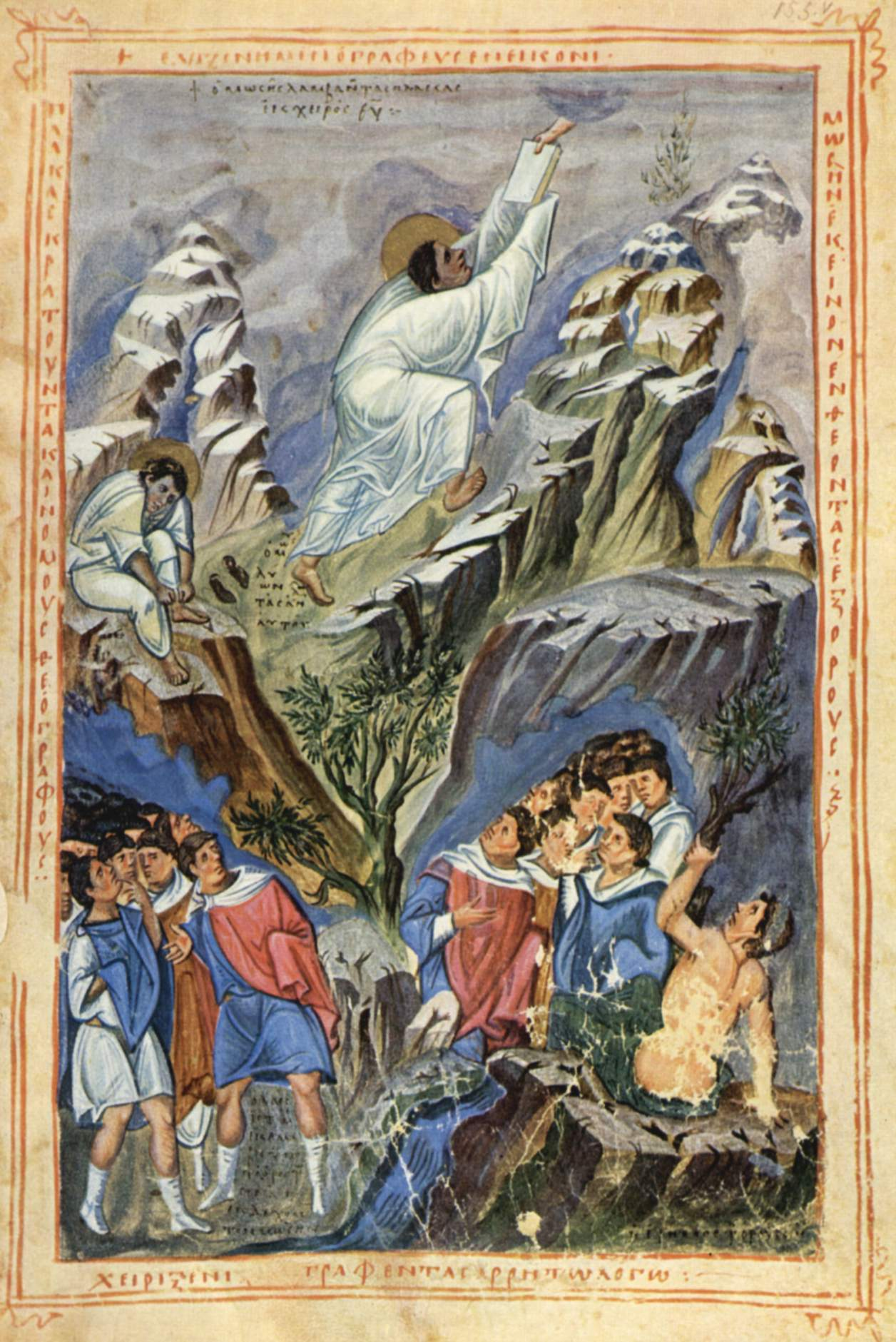
Tablillas rectangulares transmitidas por la Mano de Dios en el Bizantino Biblia de León.

Las representaciones de tablillas redondas aparecen en la Edad Media, siguiendo en tamaño y forma las contemporáneas tablillas de escritura con bisagra para tomar notas (con un lápiz presionando sobre una capa de cera en el interior). Para Miguel Ángel (1475-1564) y Andrea Mantegna (1431-1506) todavía tienen esquinas afiladas (véase  galería), y son aproximadamente del tamaño que se encuentra en la tradición rabínica. Artistas posteriores, como Rembrandt (1606-1669), tendieron a combinar la forma redondeada con un tamaño mayor. Mientras que, como se ha mencionado anteriormente, la tradición rabínica enseña que las tablas eran cuadradas, según algunas autoridades, los propios rabinos aprobaron representaciones redondeadas de las tablas en las réplicas, para que estas no coincidieran exactamente con las tablas históricas.
Según el Talmud, cada tablilla era cuadrada, de seis  tefachim (aproximadamente 50 centímetros o 20 pulgadas) de ancho y alto, y más un bloque grueso que una tablilla, de tres tefachim (25 centímetros, 10 pulgadas) de grosor, aunque en el arte suelen mostrarse más grandes. (Otras fuentes rabínicas dicen que eran rectangulares en lugar de cuadradas, de seis tefachim de alto y tres de ancho y profundo.) También según la tradición, las palabras no estaban grabadas en la superficie, sino que estaban perforadas completamente a través de la piedra.

## Réplicas cristianas
Las réplicas de las tablas, conocidas como tabots o sellats, son una parte vital de la práctica de la Iglesia Ortodoxa Etíope, que afirma que el Arca de la Alianza original se guarda en la Iglesia de Nuestra Señora María de Sión en Axum.

## Interpretación moderna
En 2015, el erudito Thomas Römer argumentó que «claramente... las tablas de la ley son un sustituto de otra cosa». Propuso que «el Arca original contenía una estatua [es decir, una imagen de culto] de Yhwh»,: 4  que él identifica específicamente como «dos betilos (piedras sagradas), o dos estatuas de imagen de culto que simbolizan a Yhwh y su compañera Asera o una estatua que representa solo a Yhwh».

## Galería

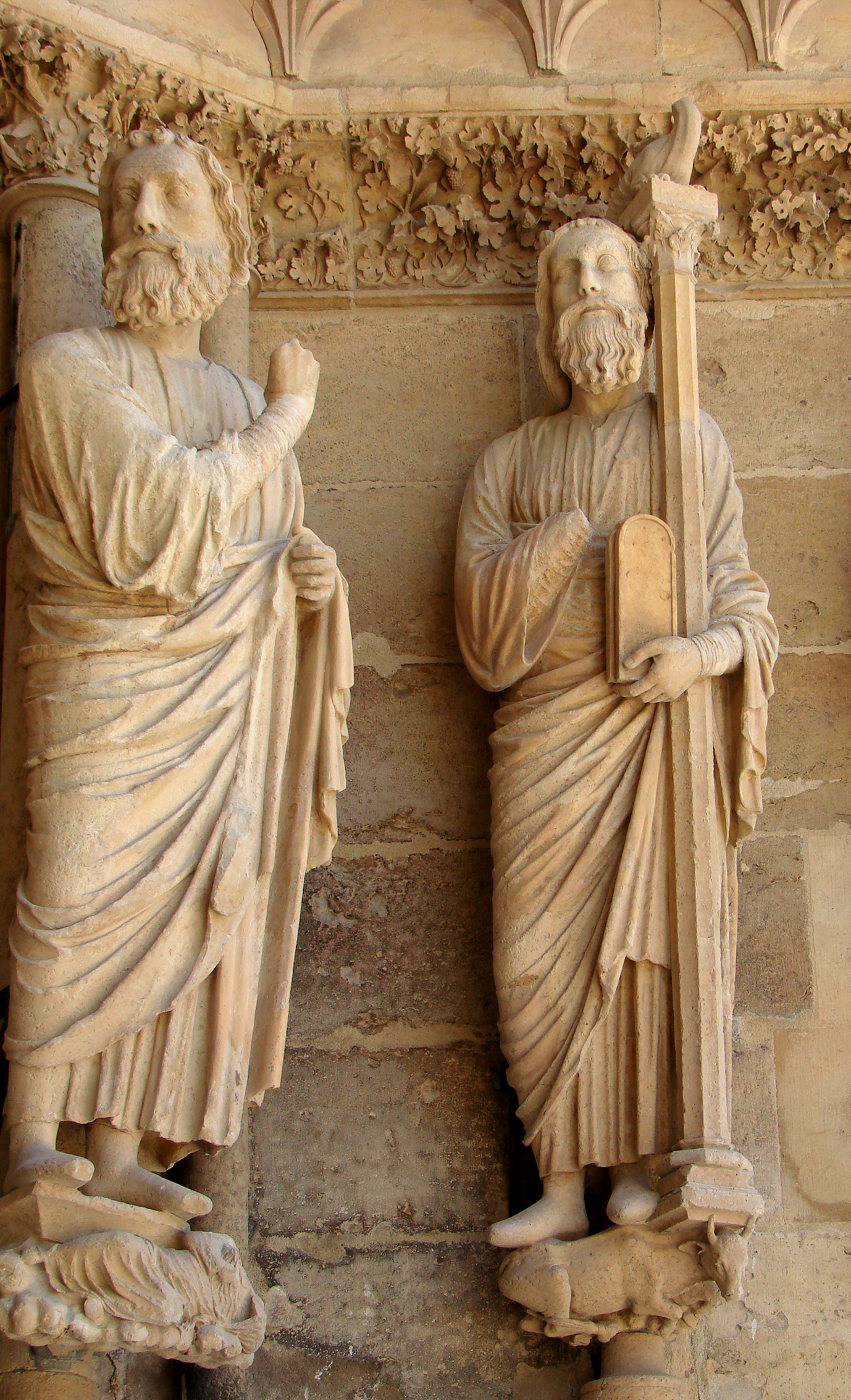
Esquinas redondeadas, siglo XIII, Francia
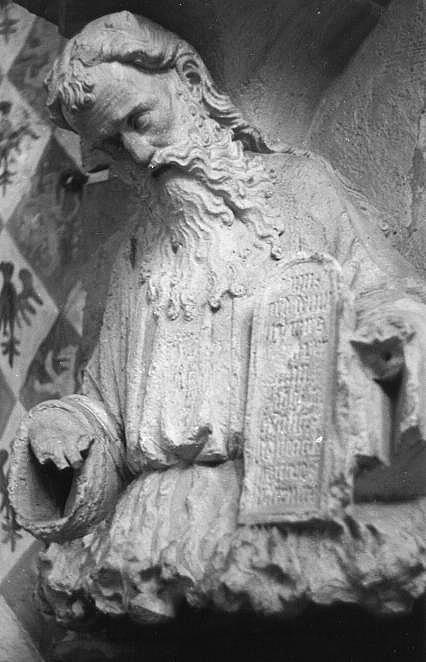
Esquinas redondeadas, c. 1390
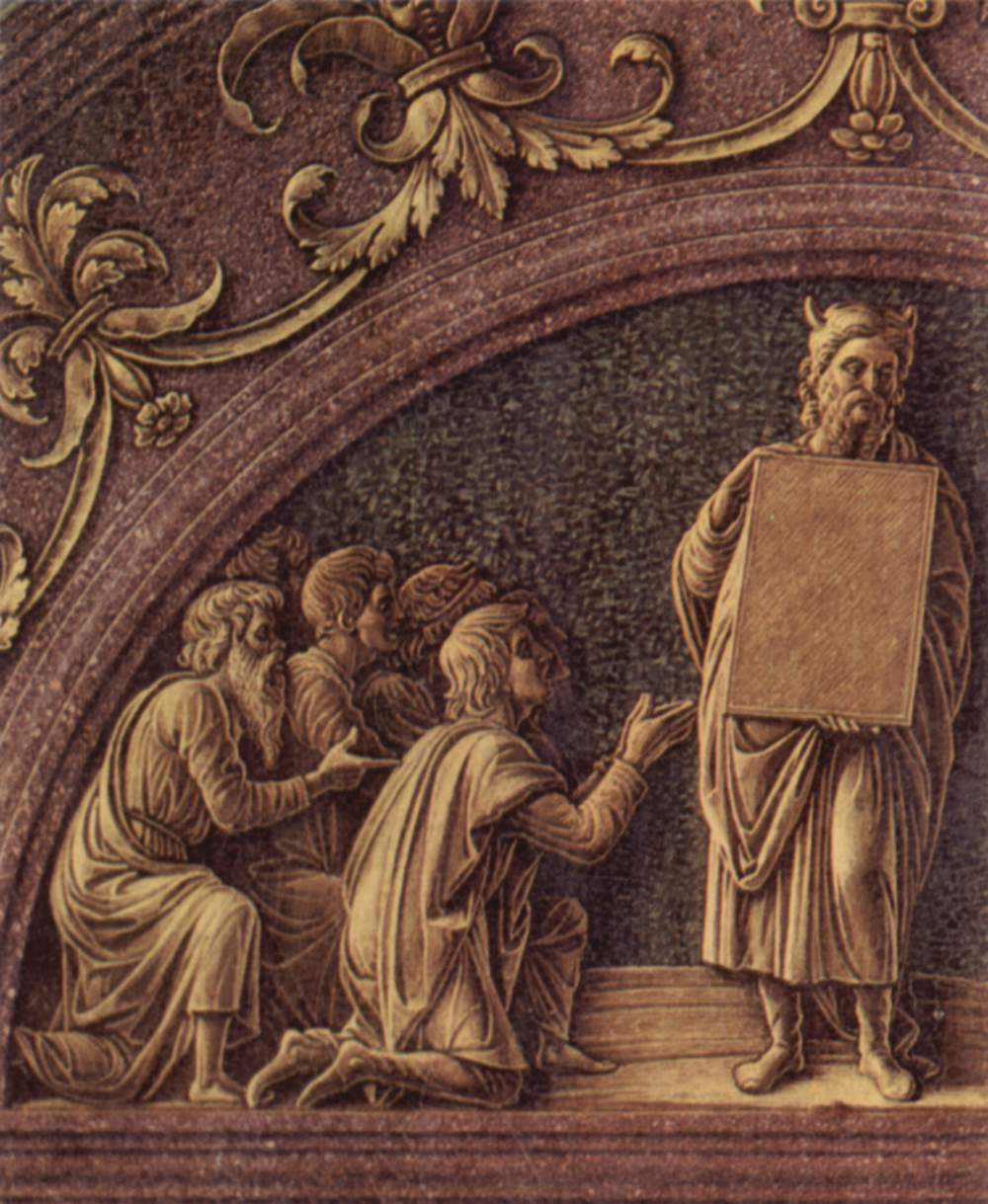
Esquinas afiladas por Andrea Mantegna, c. 1461
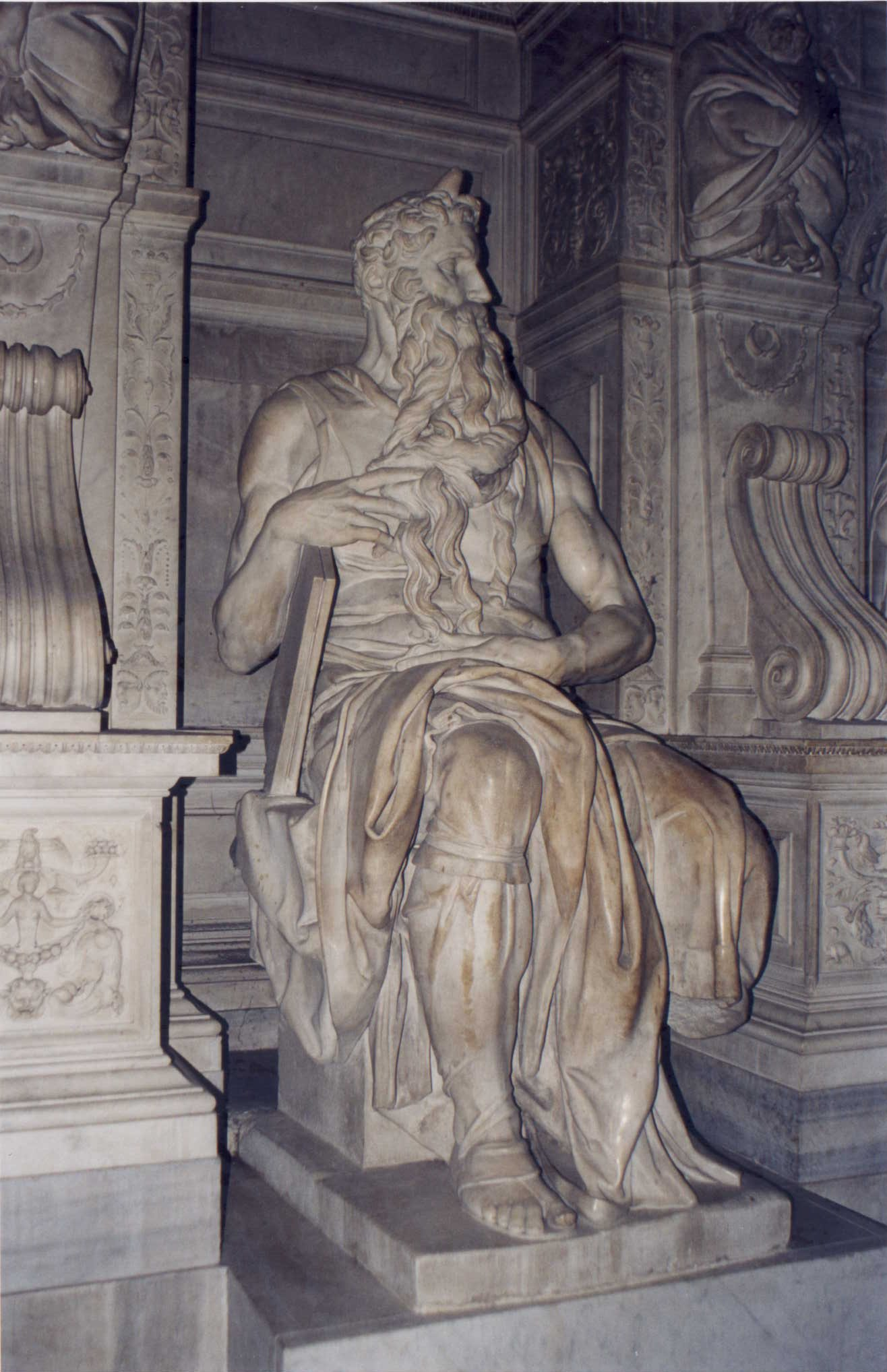
Esquinas afiladas por Michelangelo, c. 1513–1515
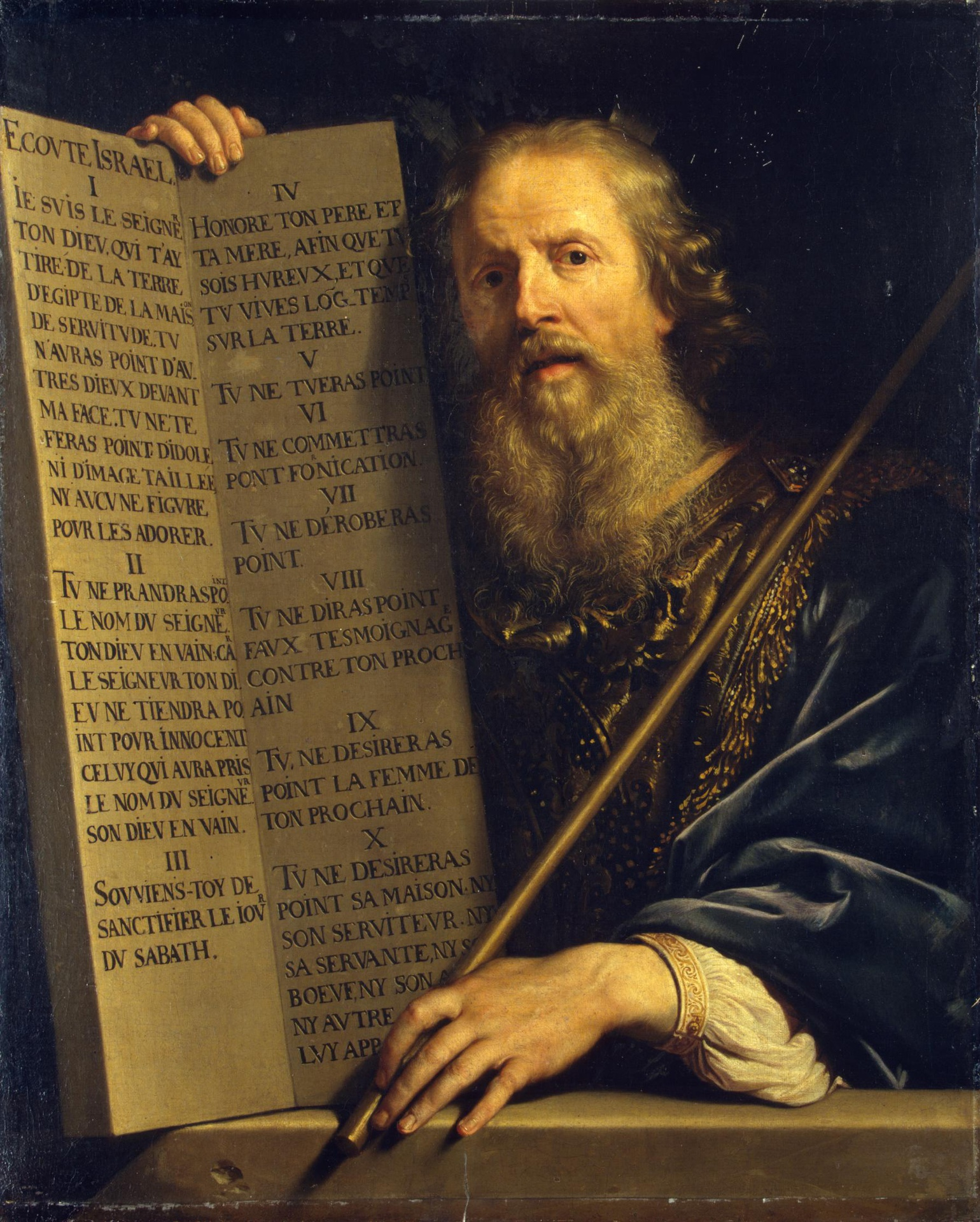
Moses with the Ten Commandments by Philippe de Champaigne, 1648
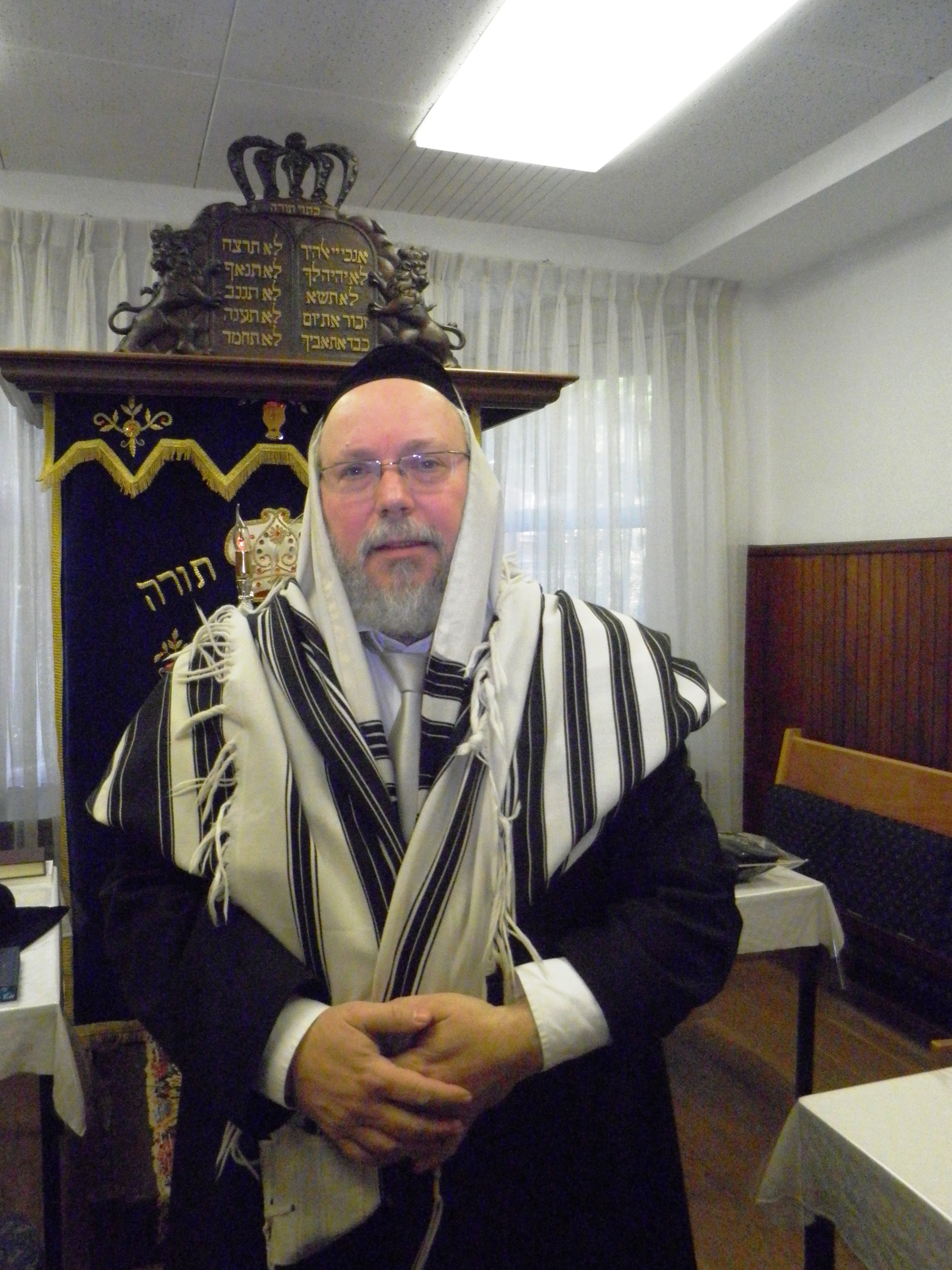
Ejemplo detrás del rabino Raphael Evers, hijo de Bloeme Evers-Emden, amigo de Anne Frank; las líneas en hebreo están incompletas.